# Peter Hütter
Peter Hütter (* 2. August 1980 in Gmunden) ist ein ehemaliger österreichischer Basketballspieler.

## Laufbahn
Hütter brachte seine gesamte Bundesliga-Karriere bei den Swans Gmunden zu und war jahrelang Kapitän. Er gewann mit der Mannschaft 2005, 2006, 2007 und 2010 die österreichische Meisterschaft, sowie 2003, 2004, 2008, 2010, 2011 und 2012 auch den Pokalbewerb. In der Saison 2005/06 wurde der 1,95 Meter große Flügelspieler als bester Akteur der Bundesliga-Finalserie ausgezeichnet. 2007/08 erreichte er mit Gmunden das Sechzehntelfinale des ULEB-Cups, schied dort aber gegen den späteren Titelgewinner Joventut de Badalona mit den späteren NBA-Spielern Ricky Rubio und Rudy Fernandez aus.
Mit der Nationalmannschaft nahm Hütter an mehreren B-Europameisterschaften teil.
2013 beendete er seine Leistungsbasketballkarriere.